# Джеймс Баттерсбі
Джеймс Баттерсбі (англ. James Battersby, 5 листопада 1958) — австралійський академічний веслувальник.
Бронзовий призер Олімпійських Ігор 1984 року в складі вісімки.
Бронзовий призер Чемпіонату світу 1983 року в складі вісімки.